# Plewen

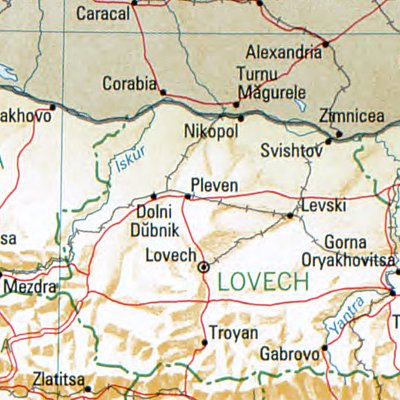
Lage von Plewen auf einem Kartenausschnitt von 1994

Plewen [ˈplɛvɛn] (bulgarisch Плевен) ist eine Stadt in Bulgarien im Tal des Flüsschens Tutscheniza, mit etwa 90.000 Einwohnern (Stand 2022) siebtgrößte des Landes, Verkehrszentrum Nordbulgariens inmitten eines landwirtschaftlich genutzten Gebietes und Industriestadt. Darüber hinaus ist Plewen ein kultureller Mittelpunkt mit Hochschule, wissenschaftlichen Instituten, Theater, Philharmonie und Oper.
Plewen beherbergt die Medizinische Universität Plewen. Ferner ist die Stadt Namensgeber für den Pleven Saddle auf der Livingston-Insel in der Antarktis.

## Lage
Die Stadt befindet sich 160 km von der Hauptstadt Sofia und 320 km vom Schwarzen Meer entfernt und liegt 30 km südlich der Donau. Nachbarorte sind Dolni Dabnik, Lowetsch, Mesdra, Slatiza, Trojan, Gabrowo, Gorna Orjachowiza, Lewski, Swischtow, Zimnicea, Nikopol, Turnu Măgurele, Corabia.

## Geschichte
Plewen wird in einem historischen Dokument im Jahr 1266 als Festung erstmals genannt. Grabungen im zwei Kilometer südlich gelegenen Kajlâka belegen, dass hier schon in der Urgesellschaft Menschen gelebt hatten. Im 1. Jahrhundert n. Chr. befestigten die Römer den Ort und nannten ihn Storgosia; von den Slawen erhielt er den Namen Kamenec (der Steinerne). Der Name Plewen stammt aus dem 13. Jahrhundert. Unter den Osmanen war Plewen eine starke Festung und Garnisonsstadt, die sich zu einem wichtigen Verwaltungs-, Handels- und Handwerkszentrum entwickelte.
Historische Bedeutung erlangte die Stadt durch die Belagerung von Plewen im Zusammenhang mit der Befreiung Bulgariens von der Herrschaft des Osmanischen Reiches. In Plewen tobten die erbittertsten Kämpfe des Russisch-Osmanischen Krieges von 1877–1878, später in einem Heldengedicht beschrieben (Epopöe von Plewen).
Die ersten russischen Angriffe erfolgte am 20. und 30. Juli 1877, zu dieser Zeit hatten die Türken noch keine Befestigungen errichtet, trotzdem wurden sie von den türkischen Verteidigern verlustreich abgeschlagen. In der Dritten Schlacht (am 11. September) konnten die Russen kurzfristig in die türkische Verteidigung einbrechen mussten aber wegen hoher Verluste die Angriffe einstellen und zur Belagerung übergehen. Fast ein halbes Jahr lang hatten russische und rumänische Truppen die Festung belagert; diese Belagerung gilt als das zentrale Ereignis des russisch-türkischen Krieges von 1877/78. Nach fünfmonatiger Belagerung musste sich am 10. Dezember 1877 die 43.000 Mann starke türkische Armee des Nuri Pascha Osman der russischen Armee bei Plewen ergeben. Im bulgarischen Nationalbewusstsein ist die Schlacht am Schipkapass zwar noch tiefer verankert, sie ist aber militärisch um Größenordnungen unbedeutender als die Schlacht um Plewen.

## Medien

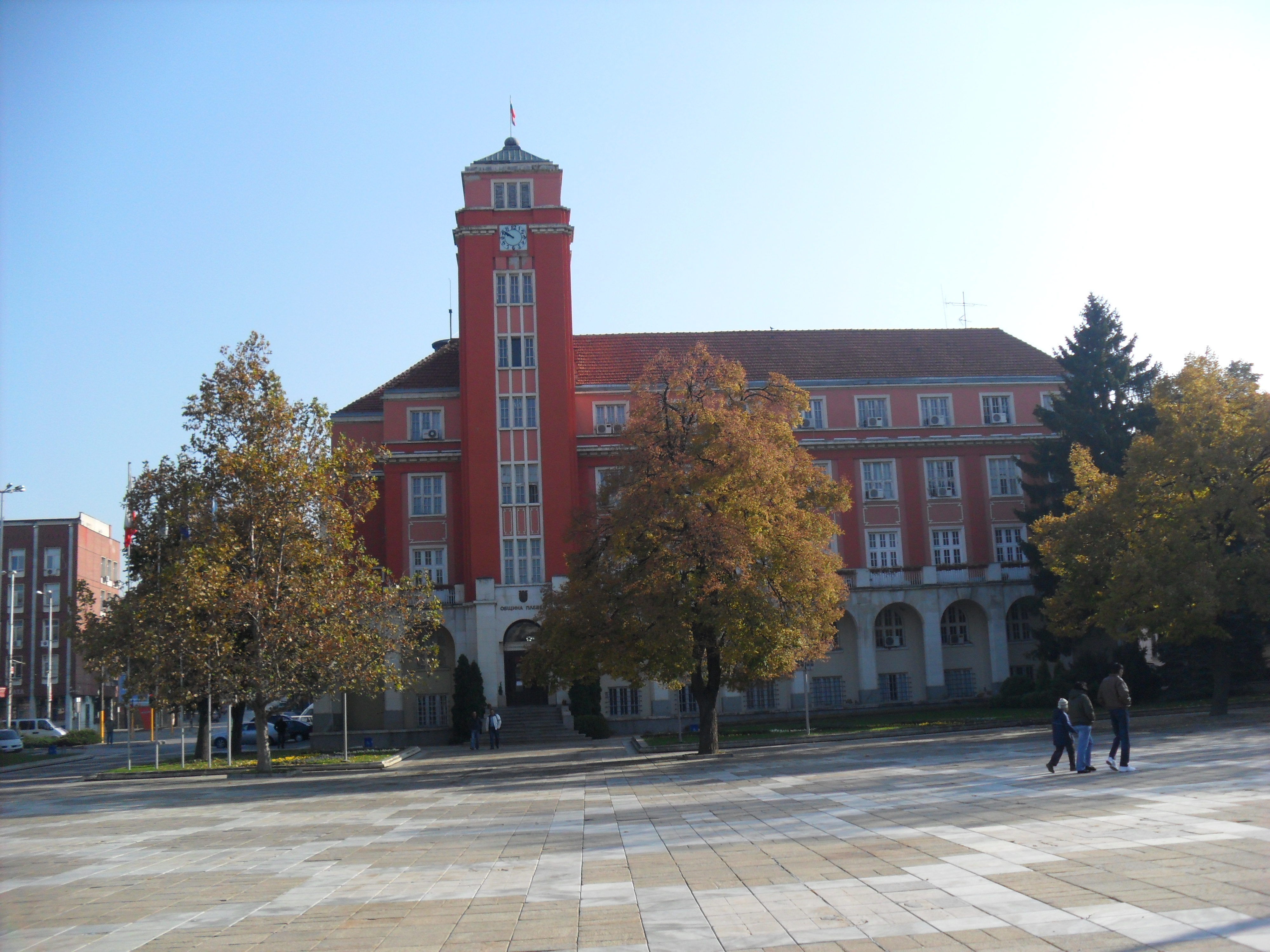
Rathaus in Plewen

In der Nähe von Plewen befand sich eine bedeutende Rundfunksendeanlage für Kurz- und Mittelwelle. Der Mittelwellensender Pleven benutzte als Sendeantenne zwei je 250 Meter hohe, gegen Erde isolierte Stahlrohrmasten, die zu den höchsten Bauwerken in Bulgarien zählten. Im April 2010 wurde der Sender abgeschaltet.

## Partnerstädte
Plewen listet folgende achtzehn Partnerstädte auf:
| Stadt                | Land                          | seit |
| -------------------- | ----------------------------- | ---- |
| Agadir               | Souss-Massa, Marokko          | 1998 |
| Bitola               | Pelagonien, Nordmazedonien    | 1999 |
| Brăila               | Muntenia, Rumänien            | 1997 |
| Brest                | Belarus                       | 1997 |
| Bursa                | Türkei                        | 1998 |
| Charlottesville      | Virginia, Vereinigte Staaten  | 2004 |
| Gandia               | Valenciana, Spanien           | 2018 |
| Gornji Milanovac     | Moravica, Serbien             | 1998 |
| Jinzhou              | Liaoning, Volksrepublik China | 2002 |
| Kaiserslautern       | Rheinland-Pfalz, Deutschland  | 1999 |
| Kavadarci            | Vardar, Nordmazedonien        | 2008 |
| Mykolajiw            | Ukraine                       | 2005 |
| Płock                | Masowien, Polen               | 2011 |
| Ponta Delgada        | Azoren, Portugal              | 2007 |
| Rostow am Don        | Juschny, Russland             | 1993 |
| Volos                | Thessalía, Griechenland       | 2015 |
| Yongchuan, Chongqing | Xinan, Volksrepublik China    | 2011 |
| Zentralny, Moskau    | Zentralny, Russland           | 2001 |

## Persönlichkeiten
- Iwan Winarow (1896–1969), Generalleutnant
- Wladimir Trandafilow (1897–1972), Schauspieler und Regisseur
- Atanas Atanassow (1935–2021), Basketballspieler
- Welitschko Welitschkow (1934–1982), Sportschütze
- Todor Naidenow (* 1935), Opernsänger, Maler und Grafiker
- Bogomil Nikolow (* 1943), Universitätslehrer, Medailleur und Maler
- Alexander Litschev (* 1946), Historiker und Universitätsdozent
- Jordanka Iwanowa (* 1950), Leichtathletin
- Swilen Rusinow (* 1964), Amateurboxer
- Swetla Wassilewa (* 1964), Publizistin
- Antonina Setowa (* 1973), Volleyballspielerin
- Lucy Diakovska (* 1976), Pop- und Musicalsängerin
- Teresa Marinowa (* 1977), Leichtathletin
- Gergana Gergova (* 1981), Violinistin
- Julija Stojanowa (* 1985), Volleyballspielerin
- Tichomir Iwanow (* 1994), Leichtathlet
- Swetoslaw Kowatschew (* 1998), Fußballspieler
- Iwet Goranowa (* 2000), Karateka